# Satélite troyano
Hablando estrictamente, el término troyano solo se debe aplicar a aquellos asteroides (asteroides troyanos) que ocupan los puntos de Lagrange L 4  y L 5  del sistema Sol-Júpiter. No obstante, este término se aplica más generalmente a cualquier cuerpo que ocupa los puntos triangulares de Lagrange de cualquier sistema; si se trata de un planeta y uno de sus satélites se llaman satélites troyanos. 
Resumiendo, si un asteroide es troyano de un satélite planetario, automáticamente es un satélite del planeta al cual orbita, pero si es troyano del planeta es solo asteroide.
- El sistema Sol-Tierra tiene al asteroide 2010 TK7 en L 4 , como troyano.
- Alrededor de Saturno y su satélite Tetis: (Telesto ocupa el lugar L 4  y Calipso el lugar L 5 ).
- El satélite de Saturno Dione tiene a Helena en el lugar L 4  y a Pollux en el lugar L 5 , esta última luna descubierta recientemente por la nave Cassini.

- Datos: Q1359002